# Дети кукурузы 5: Поля страха
«Дети кукурузы 5: Поля страха» (англ. Children of the Corn V: Fields of Terror) — американский фильм ужасов 1998 года режиссёра Этана Уайли. Пятая часть киносериала «Дети кукурузы».

## Сюжет
Компания молодых людей и девушек на двух автомобилях возвращается с похорон своего друга, урну с прахом которого везут с собой. Первая пара сворачивает на проселочную дорогу, идущую через кукурузное поле. В дальнейшем пара выходит и направляется в глубь поля, дабы сорвать несколько кукурузных початков. Среди кукурузы появляются вооружённые серпами дети, которые убивают молодых людей. Второй машине с четырьмя людьми также не удаётся пересечь поле ввиду поломки, и пассажиры решают пойти в ближайший населённый пункт за помощью.
Городок оказывается малонаселённым, и героям не удаётся найти кого-нибудь, кто мог бы починить автомобиль. К тому же они не успевают на последний автобус, идущий из города. На ночь компания останавливается в незапертом пустующем доме. Вскоре в баре девушка Элисон узнаёт, что недалеко расположено поместье некоего Люка, который является главой коммуны детей, поклоняющихся «Тому, кто обходит ряды». Элисон заинтересовалась данной информацией, так как её младший брат, который остался с её отцом, также был членом этого культа. Вместе со своими друзьями Элисон отыскивает коммуну, чтобы попросить у брата прощения. Видя, что прибытие непрошеных людей вызывает среди членов культа волнение, глава культа решает расправиться над прибывшими.

## В ролях
- Стейси Галина — Элисон
- Алексис Аркетт — Грег
- Ева Мендес — Кир
- Адам Вайли — Изиикиль
- Грег Воган — Тирус
- Ахмет Заппа — Лацло
- Дэвид Кэррэдайн — Люк Энрайт
- Оливия Барнетт — Лили
- Сисили — Хлоя
- Дэйв Буццотта — Джэйкоб
- Аарон Джексон — Зэйн

## Музыка
В фильме звучали песни:
- «Suffer» в исполнении The Death Rays.
- «The Rhapsody of M. Gujat Delité» в исполнении Norin Rad.
- «South Bound Train» в исполнении Texas Chain Saw.